# Max Margules
Max Margules (n. 23 aprilie 1856, Brodî, Regatul Galiției și Lodomeriei, Imperiul Austriac – d. 4 octombrie 1920, Perchtoldsdorf⁠(d), Austria Inferioară, Austria) a fost un savant austriac cunoscut pentru ecuațiile referitoare la activitatea termodinamică.